# 凯尔谢姆延
凯尔谢姆延，是匈牙利索博尔奇-索特马尔-贝拉格州所辖的一个村。总面积7.08平方公里，总人口288，人口密度40.7人/平方公里（2011年1月1日）。